# Barleriola
Genre
Classification APG III (2009)
Barleriola est un genre de plantes à fleurs de la famille des Acanthaceae.

## Liste des espèces
Selon "The Plant List" 9 octobre 2012
- Barleriola inermis Urb. & Ekman , (1929)
- Barleriola multiflora Urb. & Ekman , (1929)
- Barleriola satureioides (Griseb.) M.Gómez , (1894)
- Barleriola solanifolia (L.) Oerst. , (1854)

## Espèces aux noms synonymes, obsolètes et leurs taxons de référence
Selon "The Plant List" 9 octobre 2012
- Barleriola reedii Ekman ex Urb. = Barleriola satureioides (Griseb.) M.Gómez , (1894)
- Barleriola solanifolia (L.) Oerst. ex Lindau 	= Barleriola solanifolia (L.) Oerst. , (1854)
- Barleriola solanifolia var. bispinosa (Griseb.) M.Gómez = Barleriola solanifolia (L.) Oerst. , (1854)
- Barleriola solanifolia var. humilis M.Gómez = Barleriola solanifolia (L.) Oerst. , (1854)